# Puy de Sancy

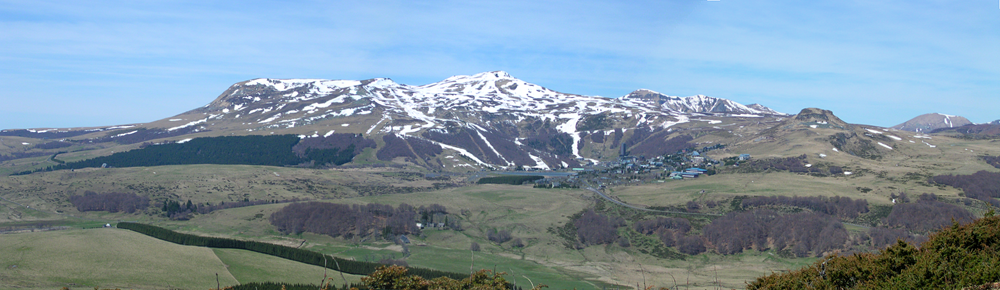
Puy de Sancy vanuit het zuiden.

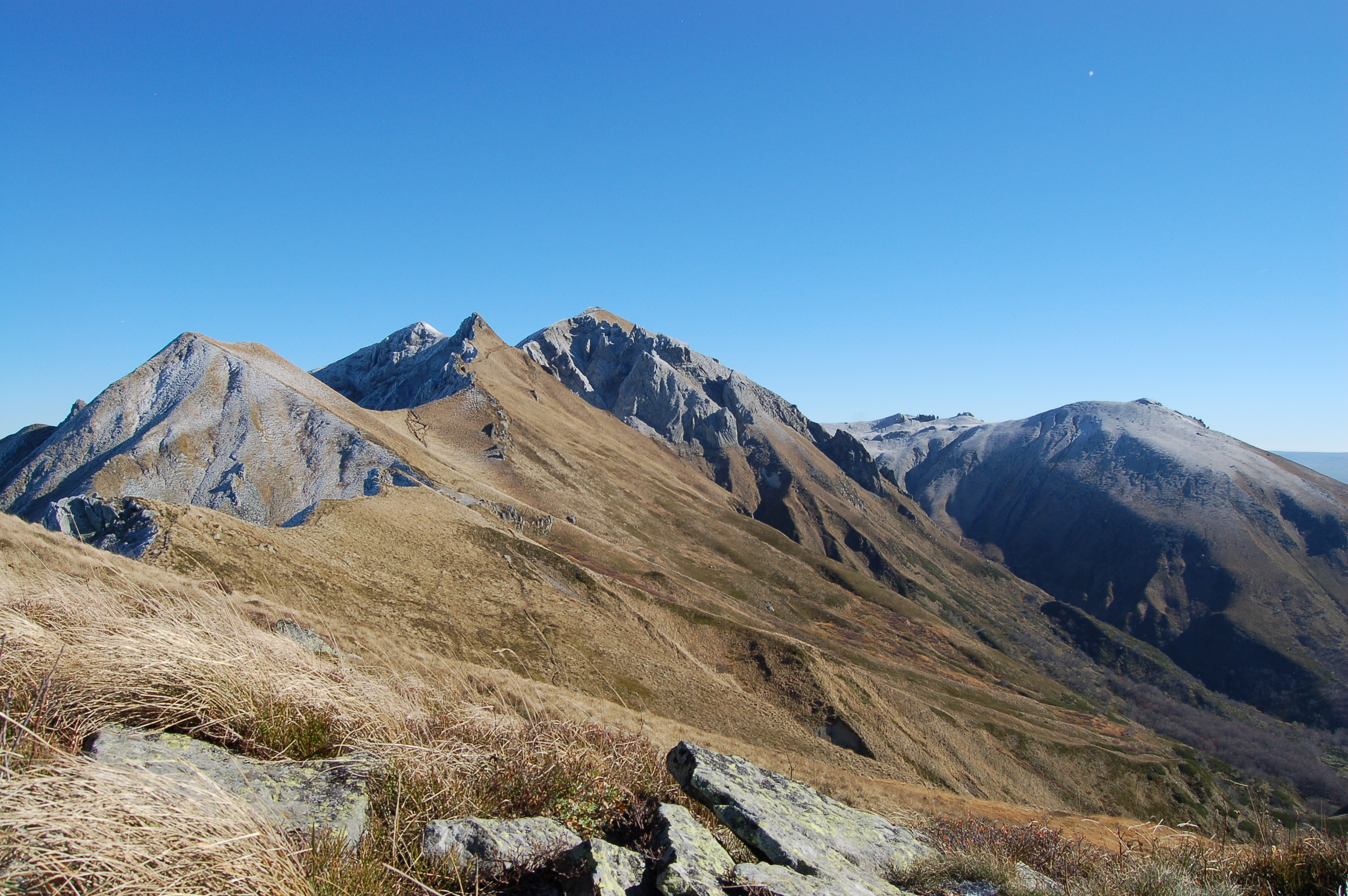
Gezicht op de Puy de Sancy vanaf la Tour Carrée

De Puy de Sancy (1885 m) is de hoogste bergtop in het Centraal Massief, de berg ligt in Auvergne. Hij vormt eveneens het hoogste punt van de Monts Dore, een oude, geërodeerde vulkaan.